# Salt River Canyon Wilderness
Salt River Canyon Wilderness est une zone sauvage (Wilderness) d'une superficie de 129 km² située dans la forêt nationale de Tonto dans l'État américain de l'Arizona.

## Description
La rivière Salée et son profond canyon traversent toute la longueur de la zone protégée. Les altitudes varient de 671 m à l'extrémité inférieure du canyon à 1 280 m sur la montagne White Ledge.
La région peut être visitée pratiquement à tout moment, bien qu'il n'y ait pas de sentiers entretenus dans toute la Wilderness. Les déplacements se font généralement en radeau ou en kayak pendant la courte saison de navigation entre le 1er mars et le 15 mai. Un permis de visiteur est requis entre ces dates et la taille du groupe est limitée à 15 personnes. Le rafting en eaux vives dans le Salt River Canyon est assez populaire, avec 27 ensembles de rapides et de nombreuses criques latérales à explorer .
La US Road 60 et la Arizona State Road 77 traversent un endroit sinueux à travers le canyon, descendant près de la rivière au fond avant de traverser la rivière, puis de remonter du côté opposé.

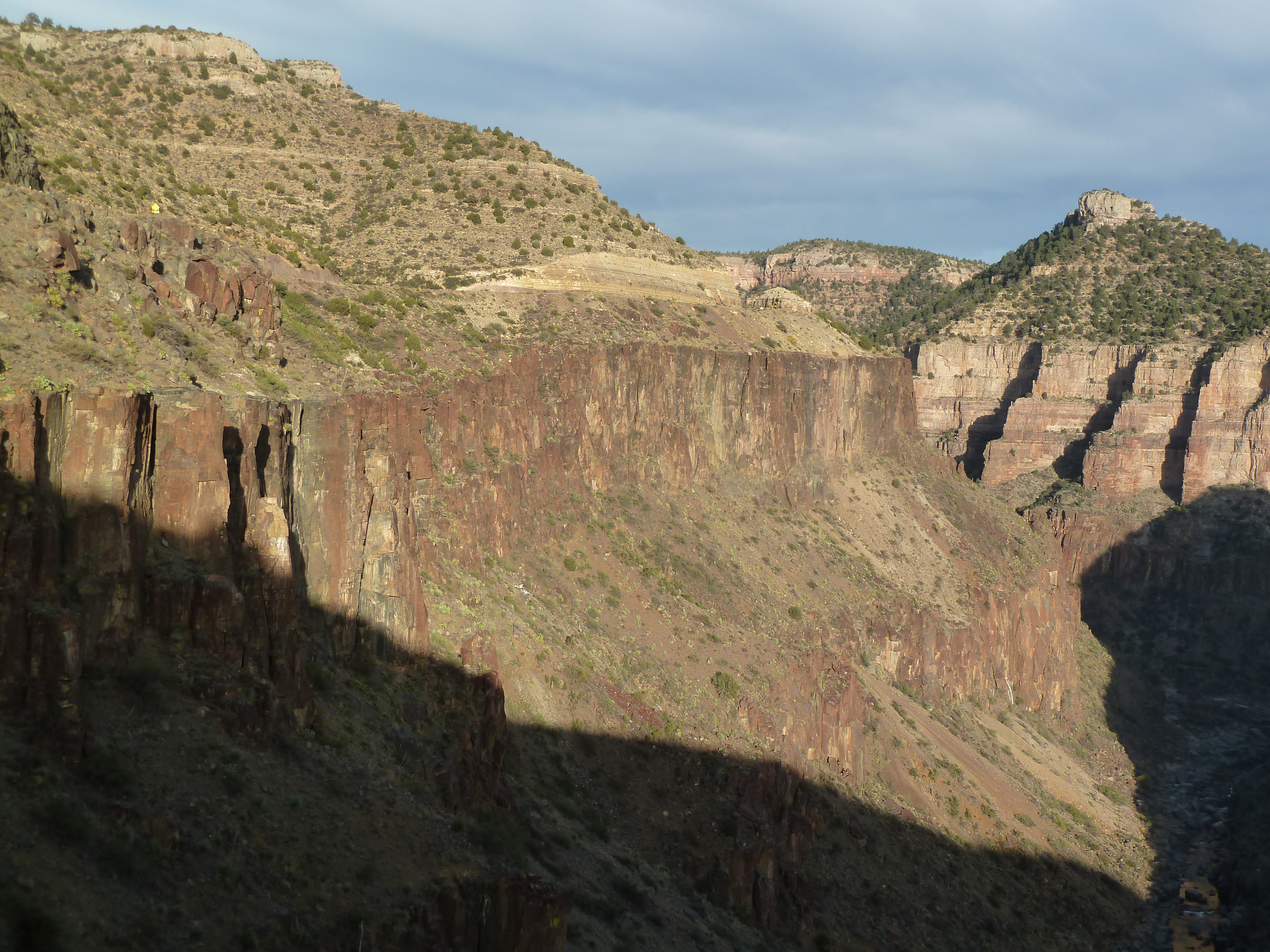
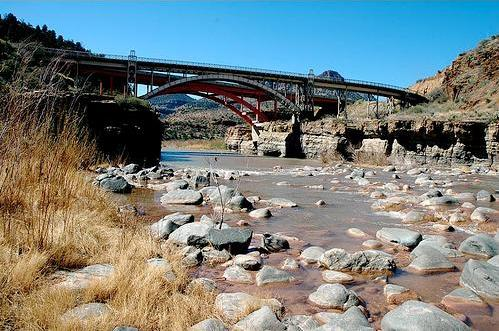
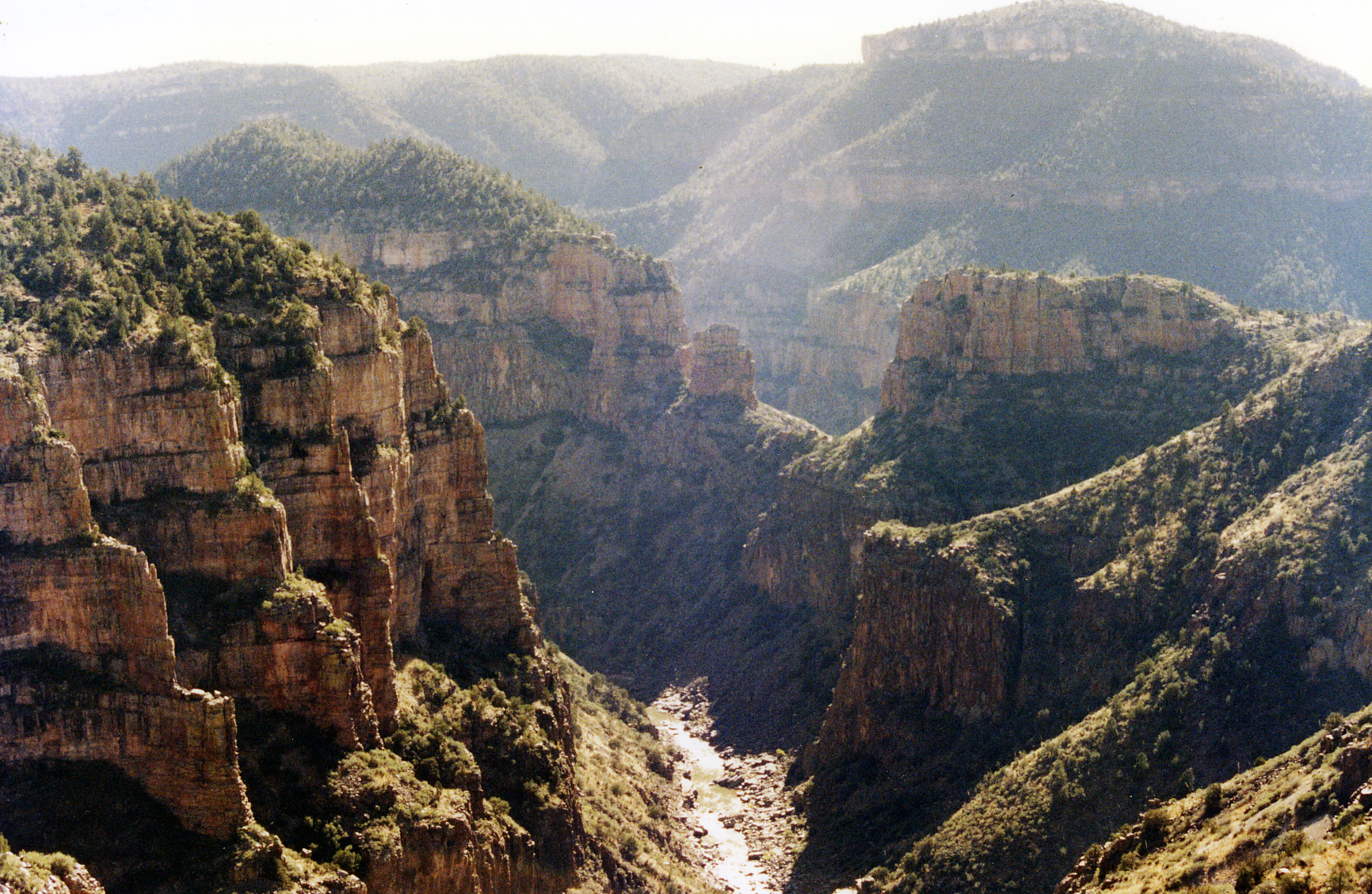
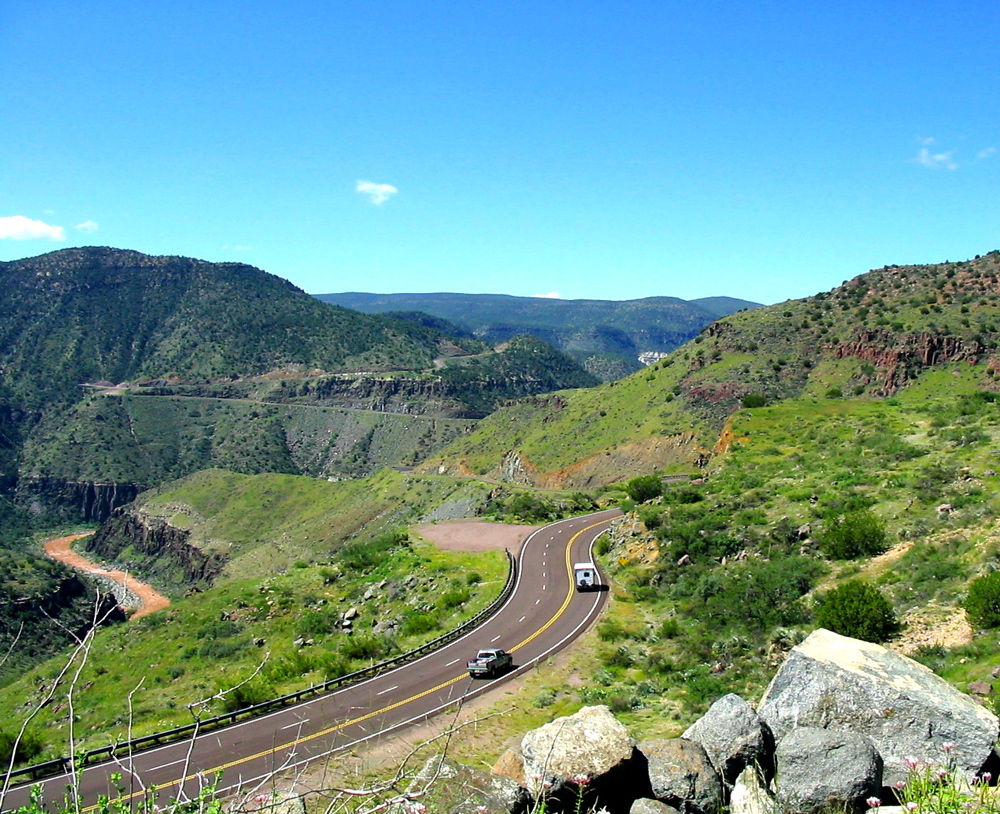
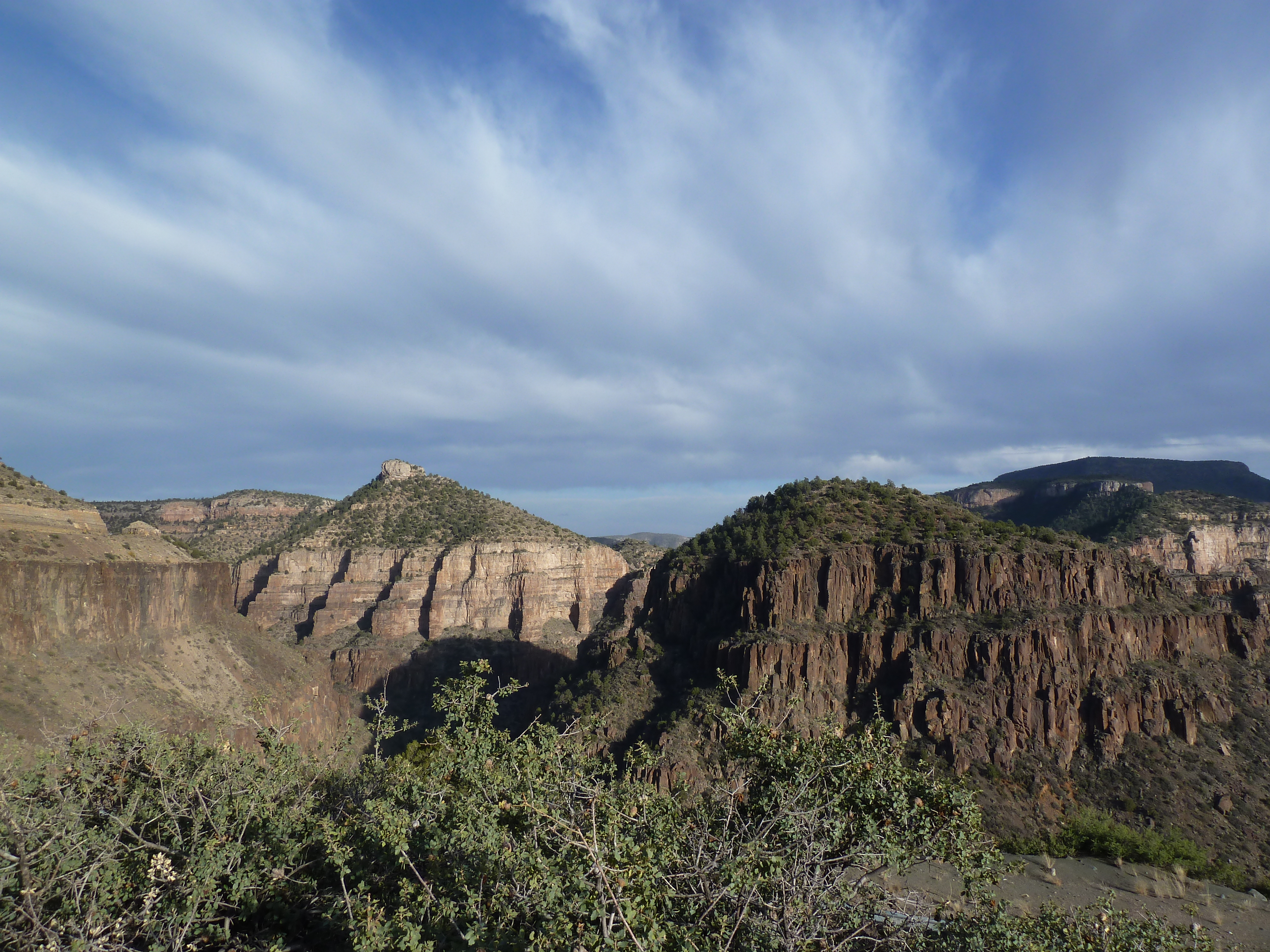
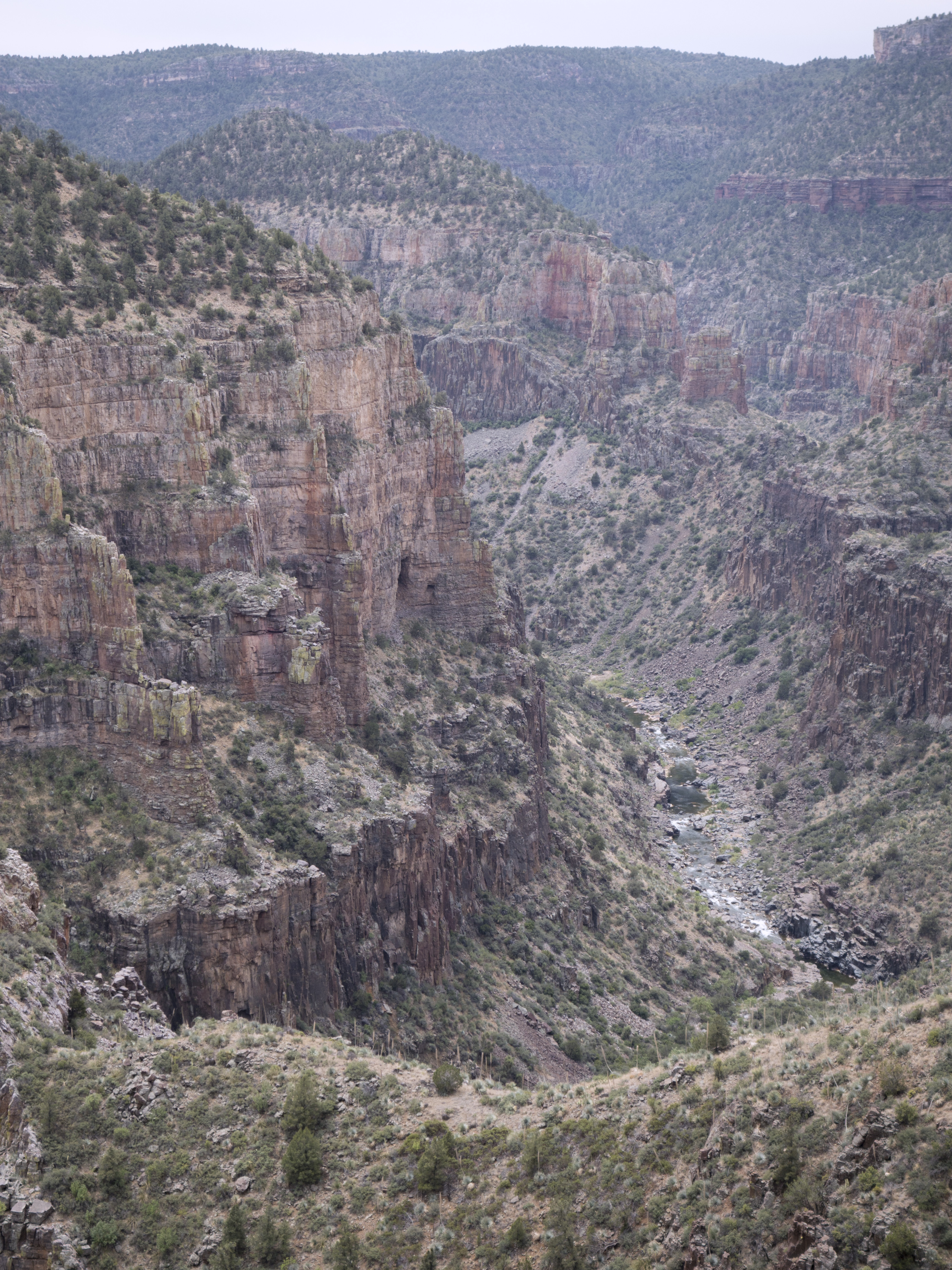